# Grasshopper-Club Zürich
Grasshopper-Club Zürich ali preprosto Grasshopper je švicarski športni klub iz Züricha, najbolj poznan po nogometnem moštvu.
Klub je 1. septembra 1886 osnoval angleški študent Tom E. Griffith. S 27 naslovi državnih prvakov in 18 osvojenimi pokali je Grasshopper najuspešnejši švicarski nogometni klub. Dvakrat je osvojil Pokal Intertoto. Domače tekme igra na stadionu Letzigrund v modro belih dresih kot domačih barvah. Poleg nogometnega kluba ima Grasshopper tudi veslaški, hokejski, rokometni, teniški, curling in skvoš klub.
Zaradi delitve stadiona ima Grasshopper mestno rivalstvo z FC Zürichom. Ima tudi rivalstvo z FC Baslom.